# راوتيسبيتز
راوتيسبيتز (بالإنجليزية: Rautispitz)‏ هو أحد جبال سلسلة جبال الألب غلاروس ويقع في كانتون غلاروس في سويسرا. يحتل المرتبة رقم 350 في قائمة جبال سويسرا من حيث الارتفاع، إذ يبلغ ارتفاعه حوالي 2283 متر، بينما يبلغ ارتفاع نتوء الجبل 465 متر.